# Terre-Ciel
Pour les articles homonymes, voir Chelles (homonymie).
Terre Ciel était anciennement nommé Chelles 2
Terre-Ciel est un espace commercial régional français situé à Chelles, en Seine-et-Marne, en Île-de-France. Ouvert le mercredi 22 avril 1996 sous le nom de Chelles 2, il est construit dans le cadre de la création de la ZAC de l'Aulnoy, rénové de 2004 à 2006 puis en 2013-2014.
Il est doté d'une superficie commerciale de 54 000 m2 répartie sur trois niveaux. Le sous-sol contient la plupart des places de parking. Le niveau 0 où se trouve l'hypermarché Carrefour, seule « locomotive » du centre commercial, regroupe l'essentiel des 40 boutiques. Devant la difficulté à attirer des commerces au niveau 1, l'exploitant a entrepris une importante restructuration du niveau 1 afin d'y accueillir des enseignes de destination. Dans le cadre de ces travaux, le centre commercial a été renommé « Terre-Ciel ».

## Histoire

### Construction (1995)

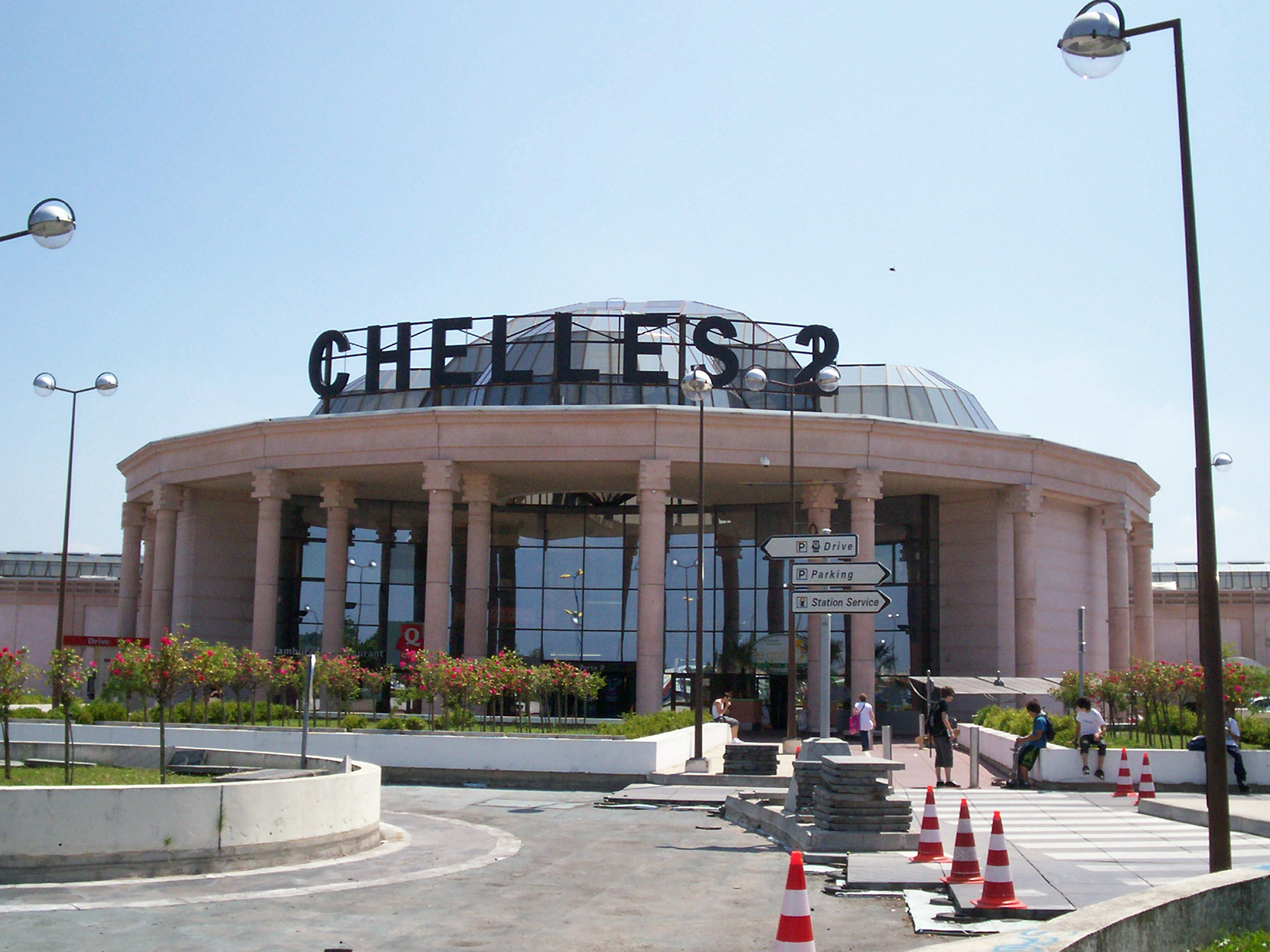
Porte 2 de Chelles 2.

La construction du Centre commercial Chelles 2 est à l'époque la plus grosse opération de construction d'un centre commercial après Marseille Grand Littoral. Ce chantier fut très important puisque la construction dura 8 mois, nécessita la pose de 950 pieux pour les fondations, ainsi que de 40 kilomètres de poutres précontraintes, de 2 500 poteaux, et de 120 000 m2 de planchers précontraints, entre autres. La construction de Chelles 2 nécessite surtout l'utilisation de 10 grues à tour, autant que pour la construction des tribunes du Stade de France en 1996.
Les sociétés qui sont intervenues sur le chantier incluent Soletanche pour les fondations, Jaf Construction pour le Gros-œuvre, EMA (filiale de Continent) qui était le promoteur du projet, OTCI pour la Voirie et réseaux divers, BPI Esternay et EPI Prefa (Limoges Fourche) pour les éléments précontraints et enfin, Laubeuf pour les structures métalliques. Aujourd'hui[Quand ?], il n'existe plus que trois de ces sociétés, car EMA a revendu le centre à Unibail avant de disparaître, Jaf Construction est liquidé en 2001, ainsi que BPI et EPI Prefa. La livraison du centre commercial est retardée d'un mois, car initialement prévue pour le 26 mars 1996. Ce retard de quelques semaines s'explique par la complexité des caractéristiques du chantier, comme cela a déjà été dit : son étendue, 120 000 m2 de planchers ; son emplacement, un site de 6 hectares compris entre une nationale et une gare de triage ; et son sous-sol difficile. Des fondations spéciales ont dû être réalisées à cause de la nappe phréatique et de nombreuses purges ont été nécessaires pour ôter tous les vestiges de la Seconde Guerre mondiale.

### Ouverture (1996)

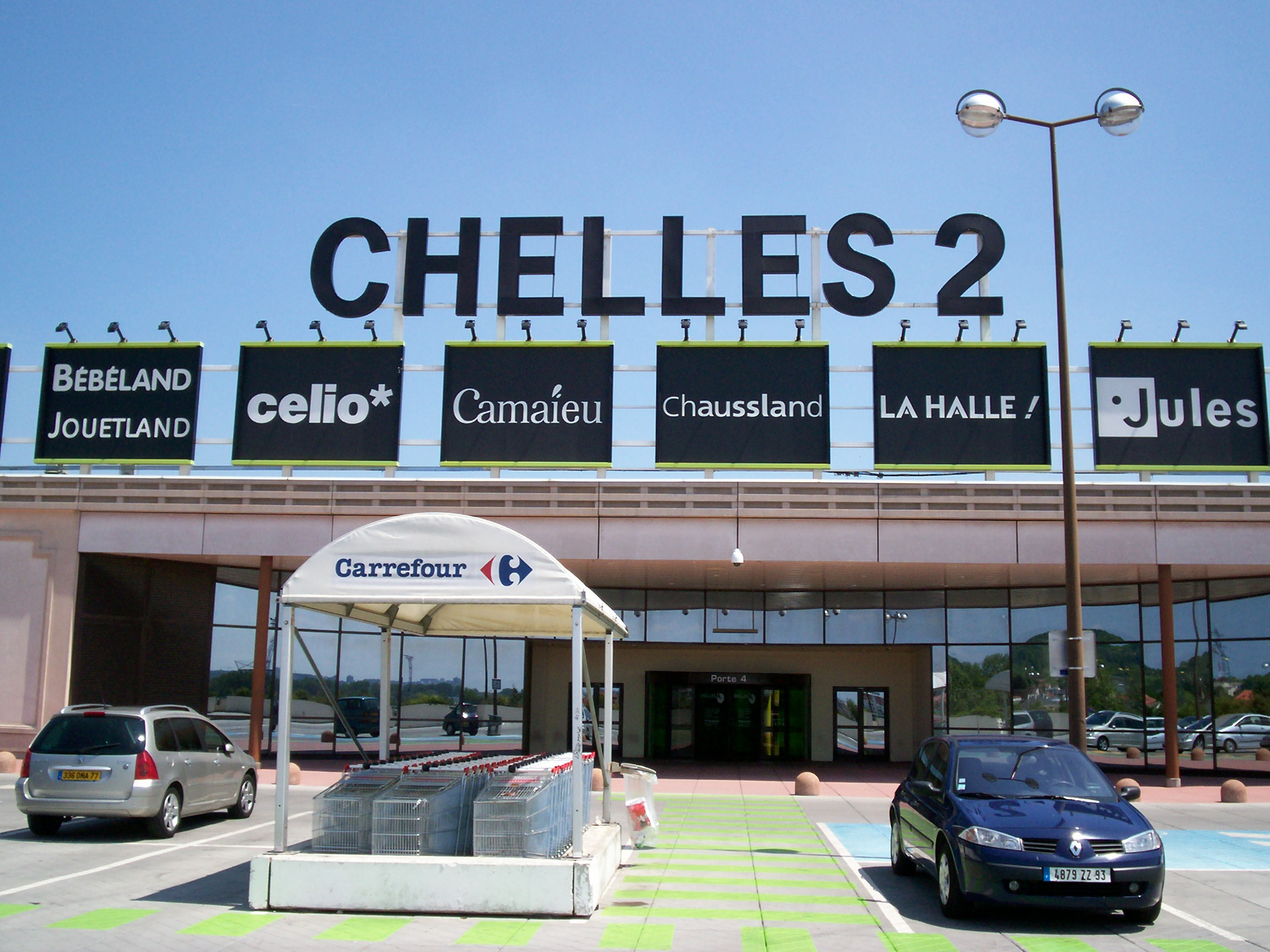
Porte 4 de Chelles 2.

Le centre commercial Chelles 2 ouvre ses portes le mercredi 22 avril 1996, soit une vingtaine d'années après la plupart des grands centres commerciaux de la région parisienne, ouverts dans les années 1970 : Belle Épine en 1971, Vélizy 2 en 1972, Rosny 2 en 1973 et Parinor en 1974, seuls les Quatre Temps n'apparaissant que plus tard, en 1981. À son ouverture, Chelles 2 est composé d'une centaine de boutiques, moyennes et grandes surfaces : l'hypermarché Continent développe 15 000 m2 de surface de vente.
Six mois après son ouverture, le Centre commercial affiche des résultats moyens. Pour y faire face, une nouvelle campagne d'ouverture, au moment de la rentrée des classes, fut lancée avec pour conséquence, une progression continue des résultats de la galerie commerciale ainsi que de l'hypermarché Continent même si 30 % du chiffre d'affaires se faisait toujours lors de la seule journée du samedi. Pourtant, le groupe Promodès avait inauguré, dans ce magasin les dernières innovations de l'enseigne, comme la parapharmacie ou la bijouterie-cadeaux qui complète la bijouterie or.

Chelles 2 dispose alors d'une zone de chalandise estimée à 350 000 habitants, mais doit faire face à la concurrence de nombreux pôles commerciaux comme Rosny 2 (106 000 m2), Noisy Les Arcades (53 000 m2) et le centre commercial Claye-Souilly (80 000 m2). Dès lors, pour renforcer son offre commerciale, quatre nouvelles enseignes sont ouvertes comme une agence de voyages, un vidéo club et un centre-auto.

### Réaménagement (1997-2004)
Après des travaux de réaménagement le 23 août 2000, l'hypermarché du centre commercial, qui portait jusque-là, l'enseigne Continent, devient Carrefour à la suite de la fusion entre les groupes Promodès, détenant Continent, et Carrefour. Le 19 juin 2002, Unibail acquiert le centre commercial régional, auprès de la société EMA, promoteur du projet et premier propriétaire de Chelles 2. Chelles 2 visant à devenir le centre commercial de référence sur sa zone de chalandise, Espace Expansion, filiale d'Unibail, était alors chargée de mettre en œuvre un ambitieux programme de mise en valeur et de développement du site, qui possède une capacité d'extension d'environ 25 000 m2 SHON[Quoi ?].

### Rénovation (2004-2006)

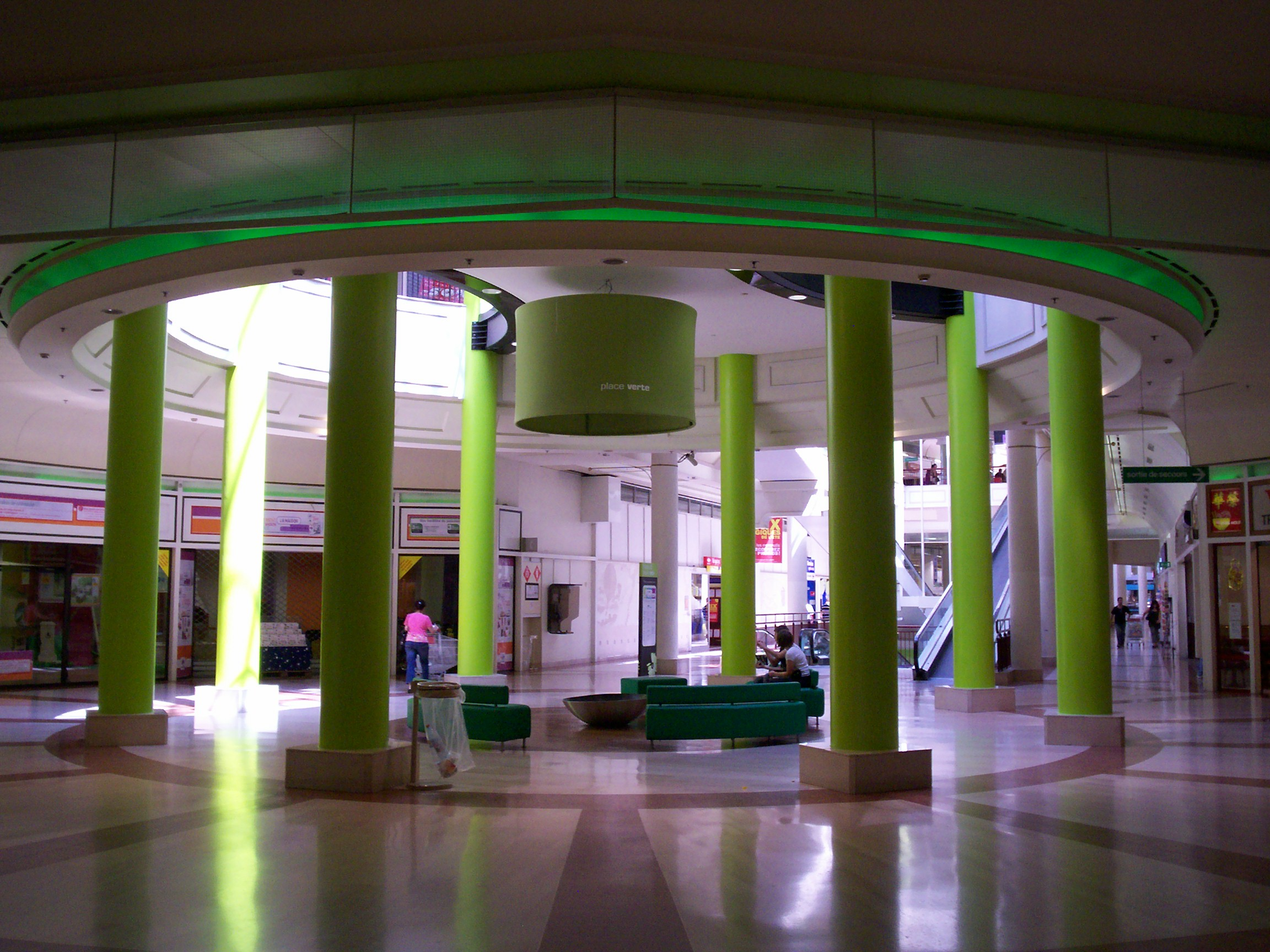
Place verte créée lors des travaux de 2004-2006.

Chelles 2 fait l'objet de travaux entre 2004 et 2006. Ces travaux permettent de travailler sur la mise en avant de l'offre commerciale et la visibilité des enseignes présentes dans la galerie afin de pouvoir faire céder le blocage de la commercialisation qui valait à Chelles 2, une image dégradée du centre.
Le centre commercial chellois dispose dès lors de nouveaux flux de circulation et de nouvelles enseignes. Les travaux ont permis de réaménager la galerie marchande, ce qui se traduit par la suppression d'escaliers mécaniques, le réalignement des boutiques, l'installation d'ascenseurs panoramiques au centre de Chelles 2 en lieu et place d'escaliers fixes, enfin, une amélioration de la visibilité des boutiques présentes. Désormais, un code couleurs est mis en place et les logos des enseignes du centre apparaissent au rez-de-chaussée sur les flancs des tapis roulants et à l'étage sur l'ensemble des piliers. Tous les logos installés sur le toit du centre commercial visibles de l'extérieur sont changés. De plus, Chelles 2 voit ses parkings réorganisés et le parking supérieur entièrement refait en 2006 : 750 places réparties sur 31 000 m2 pour 5 millions d'euros, à la suite du règlement d'un long contentieux entre le constructeur, les assurances et le centre commercial.

Le centre commercial était alors divisée en trois zones couleurs (d'est en ouest) : la zone violette, la zone bleue, la zone verte.

La galerie marchande avant les travaux Terre-Ciel
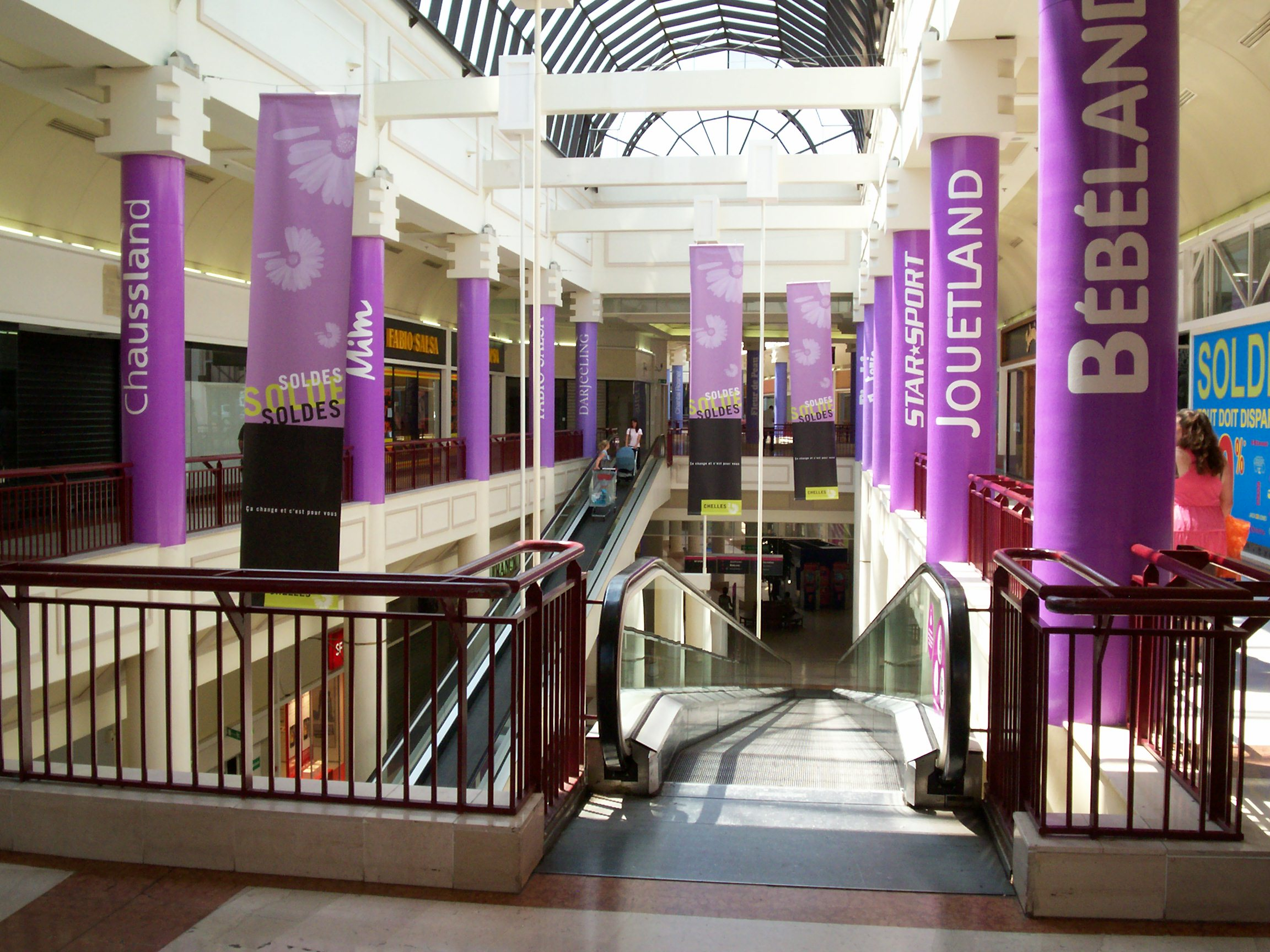
La galerie marchande au niveau 1.
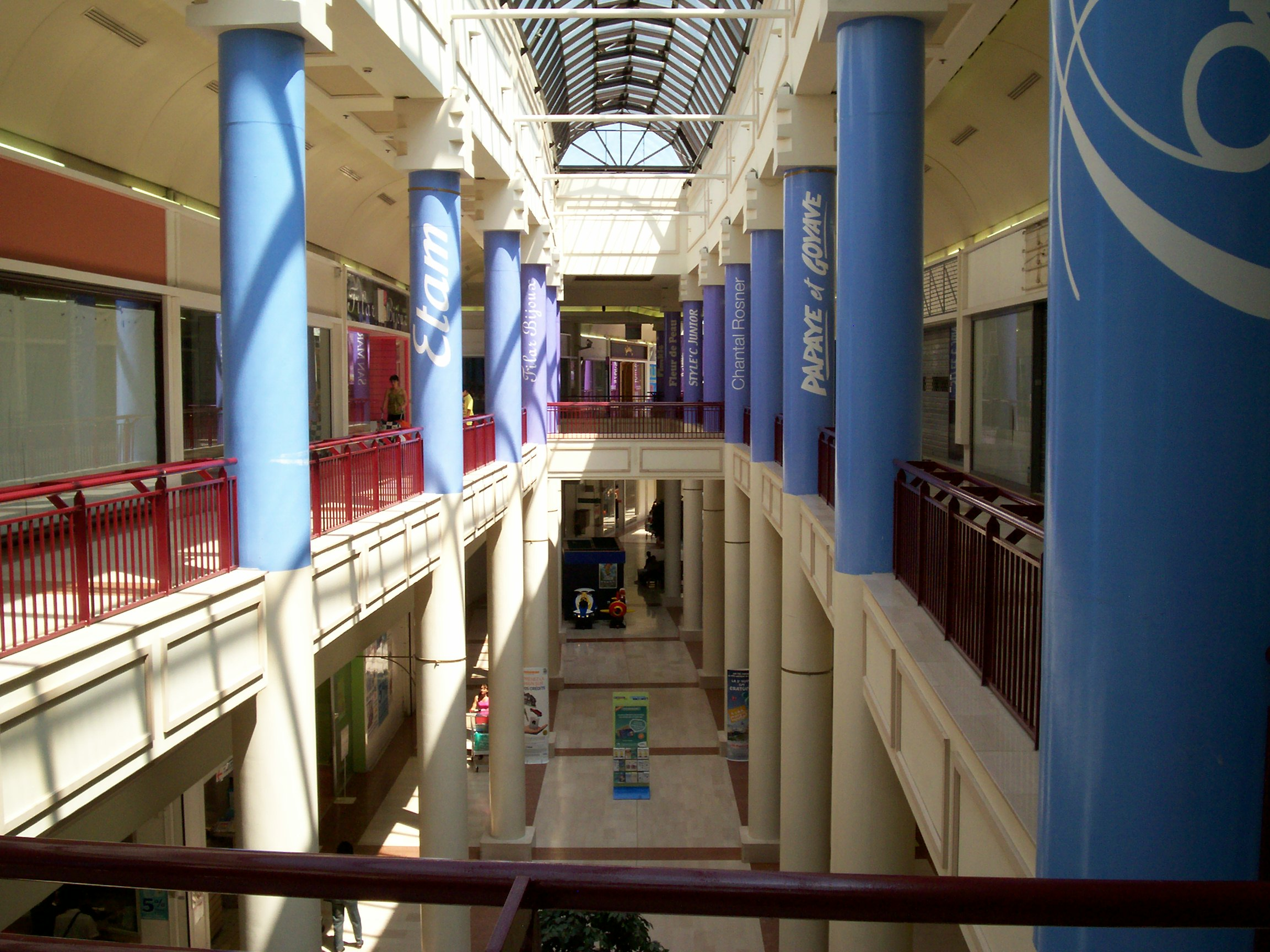
La galerie marchande au niveau 1.
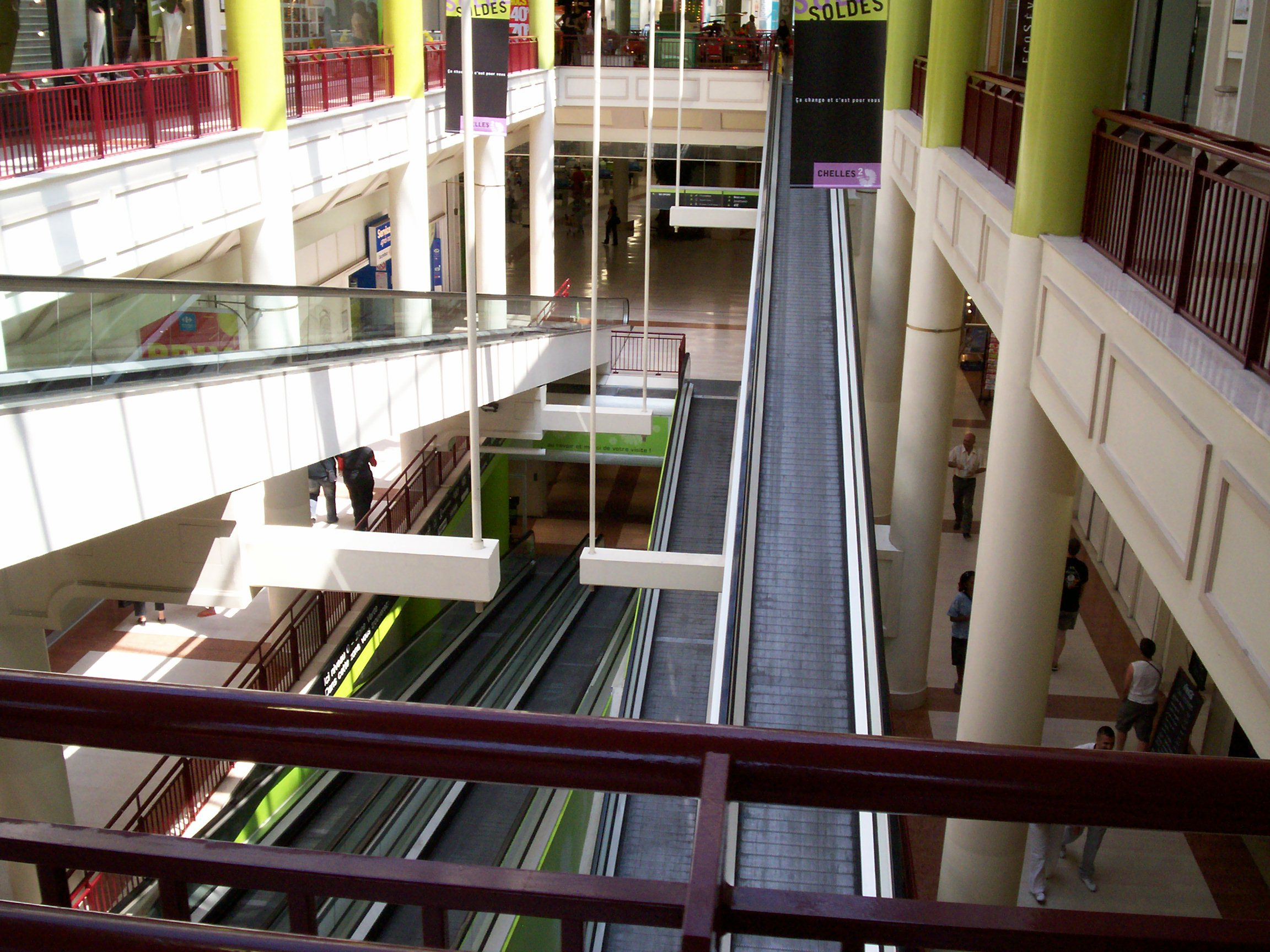
Les escaliers mécaniques à l'intérieur du centre.

### Dix ans (2006-2012)
Le 2 septembre 2006, Chelles 2 fête ses dix ans avec un concert nommé Chelles 2 Festival 80's avec à l'affiche : Boney M, Début de soirée, Jean-Pierre Mader, Jérémy de Star Academy 5, Cindy et Bruno de la Nouvelle Star 2006 avec en guest star Casimir. Ce concert se déroule sur la scène installée sur le parking extérieur avec plus de 1 500 spectateurs de toutes générations. C'est aussi l'année d'ouverture de nouvelles enseignes remplaçant d'autres enseignes ayant fermé.

### Terre-Ciel (depuis 2013)
En 2013, une importante restructuration est mise en place pour relancer la fréquentation du centre commercial en perte de vitesse. Elle consiste en la transformation du niveau 1 pour accueillir des enseignes de destination, tout en gardant au rez-de-chaussée, sa fonction de centre commercial classique. Dans le cadre des travaux entamés en 2013, un changement de nom du centre commercial est réalisé début 2014 : « Chelles 2 » devient « Terre-Ciel ». Terre-Ciel propose en plus du centre commercial, un pôle restauration et un retail-park (ensemble commercial à ciel ouvert) avec quatre enseignes.
En 2015, des jeunes de 13 ans volent pour 80 € d'appareils dans une boutique de téléphonie. En novembre 2015, le maire de Chelles, Brice Rabaste (LR), annonce le déploiement de caméras de vidéosurveillance dans les rues de la ville, notamment à Terre-Ciel, en 2016 et 2017. En janvier 2016, la façade du centre commercial est la cible d'un incendie nocturne éteint par les pompiers de Chelles, Lagny, Vaires et Lognes.

## Localisation et accès

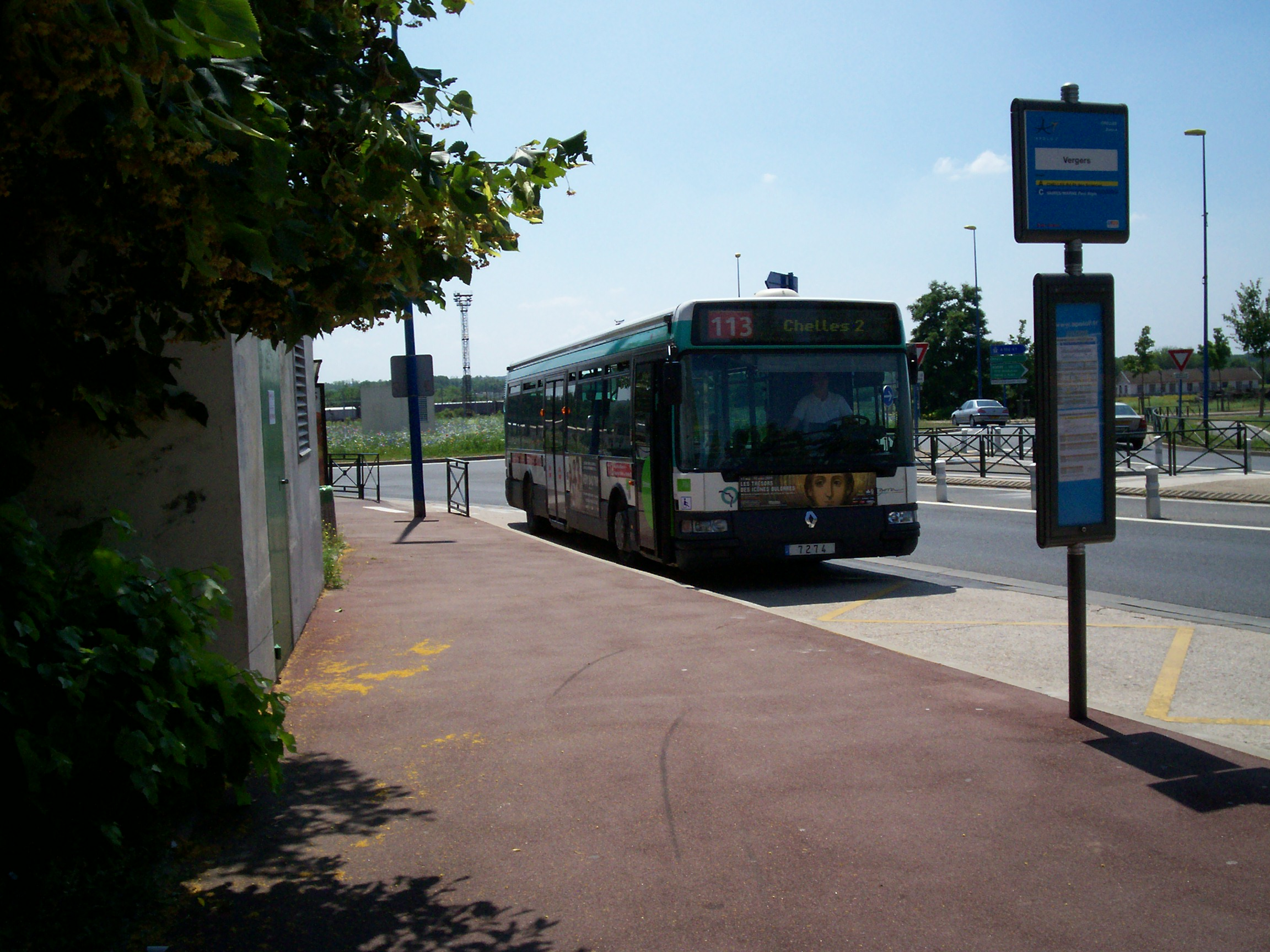
Bus de la ligne RATP 113 à l'arrêt Rue du Chelléen, arrêt desservant aussi Terre-Ciel.

Terre-Ciel se situe à l'extrême-est de la commune de Chelles, est bordé par la départementale 934 et est desservi par :
- La ligne 113, du lundi au samedi toute l'année et les dimanches et fêtes uniquement lors de son ouverture. Ceci depuis le 6 mai 1996, date de l'ouverture du centre commercial, d'abord sous forme de navettes amorcées à Pointe de Gournay jusqu'au 1er octobre 1996, date à laquelle elles furent incorporées au service régulier[14]. Cette ligne partage les mêmes arrêts qu'Apolo 7 à la suite de négociations qui eurent lieu à l'avènement du nouveau réseau de transport local[15]. Un bus par heure environ aboutit au centre commercial ;

- La ligne 311 tous les jours de l'année depuis avril 2023. Mais aussi avant la reprise de l'ancien itinéraire de la ligne 211, et ce depuis le 6 mai 1996, sous forme de navettes amorcées à la Gare de Vaires jusqu'au 1er octobre 1996, date à laquelle elles furent incorporées au service régulier. Sur la section Vaires-Torcy SNCF - Centre Commercial Chelles 2, la ligne 211 était directe car soumise à une interdiction de trafic local, cependant un arrêt à la mairie de Brou était desservi, mais celui-ci était réservé à la montée en direction du centre commercial, et réservé à la descente en direction de la gare de Vaires-Torcy[16]. Ceci n'est plus le cas aujourd'hui avec le 311 qui dessert plusieurs points d'arrêt sur cette portion entre 8 h et 20 h environ, tous les jours de l'année, y compris lors des fermetures du centre commercial, contrairement à son prédécesseur[17] ;

- Le réseau de bus Apolo 7 à travers la ligne 1 tous les jours de l'année depuis avril 2018. Auparavant, il fut desservi par les lignes A, C et D du réseau :

La desserte du centre commercial est avant tout effectuée par la ligne C depuis sa création en septembre 1997. À l'époque, elle était la seule ligne du réseau à desservir le Centre Commercial. La girouette des bus affichaient alors « Place Henrion via Chelles 2 » ou « Gare Routière via Chelles 2 » selon le sens. Les dimanches et fêtes, en cas d'ouverture exceptionnelle de Chelles 2, seule la ligne A fonctionnant, c'était seulement la ligne RATP 113 qui desservait le centre commercial à raison d'un bus par heure. Avant Apolo 7, c'était la ligne TUC 061-004 qui s'en chargeait.

Les lignes A et D desservirent le centre commercial à partir du 28 février 2005, à la suite d'une restructuration visant, entre autres, à s'adapter aux nouveaux modes de vie et secteurs d'urbanisation, et à gérer l'impact du forfait Imagine'R qui favorise les déplacements des jeunes, et des 35 heures qui engendrent de nouveaux modes de déplacements liés aux loisirs ou à la consommation. La ligne A avait été déviée et une toute nouvelle ligne D fut créée, une ligne à vocation intercommunale qui permettait la desserte des communes de Vaires-sur-Marne, Brou-sur-Chantereine, Chelles, Courtry, Le Pin et de Villevaudé à raison d'un bus par heure entre 10 et 20 heures environ, toute l'année, depuis l'Été 2007, afin de mieux satisfaire les besoins des usagers.

## Architecture et aménagement intérieur

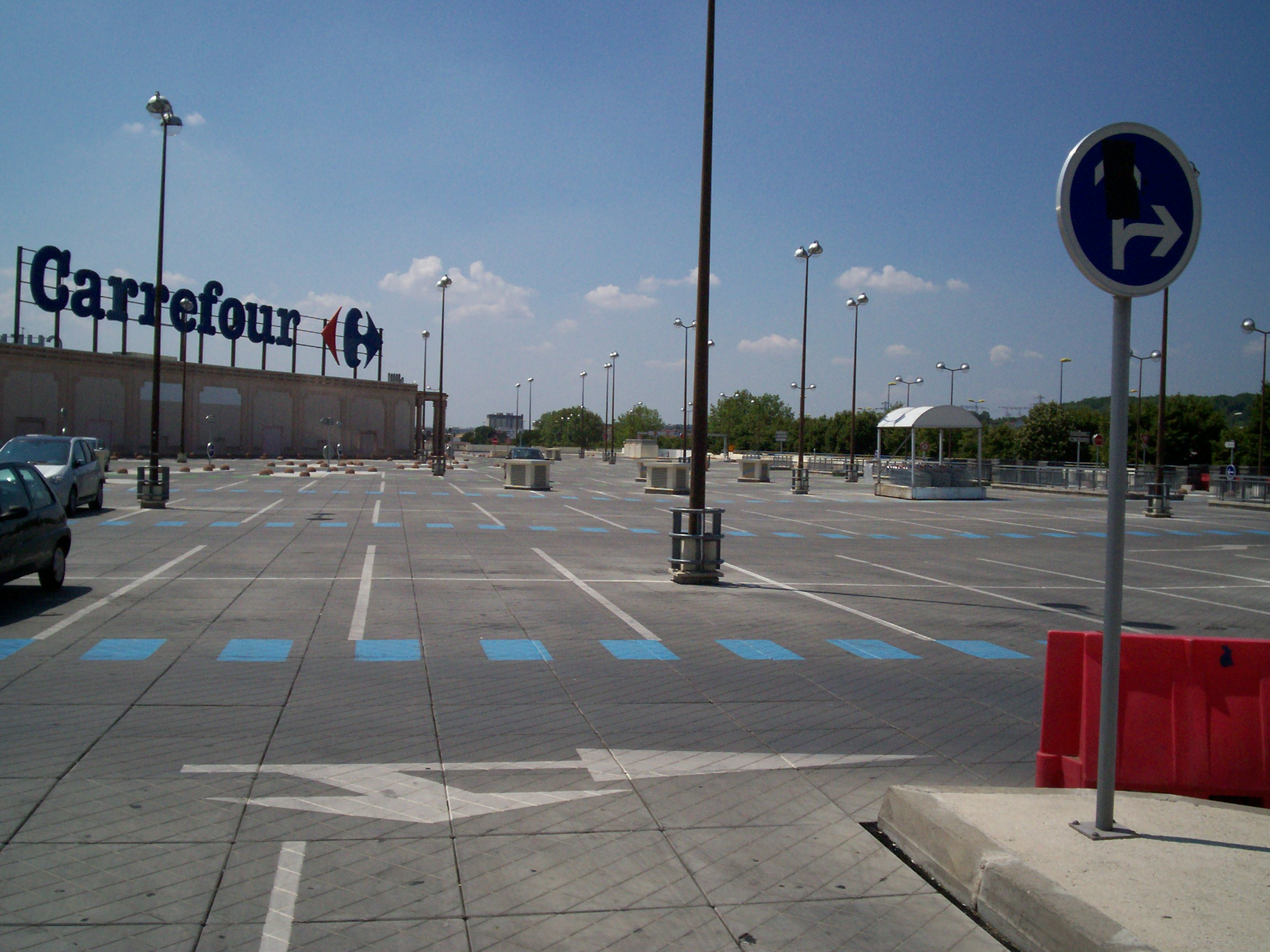
Parking du niveau 1.

Le centre commercial est bâti sur un terrain de 6 hectares.

Il est équipé de 3 parkings publics : aux niveaux -1, 0 et 1, pour un total de 3 000 places de stationnement, dont 1 800 couvertes.

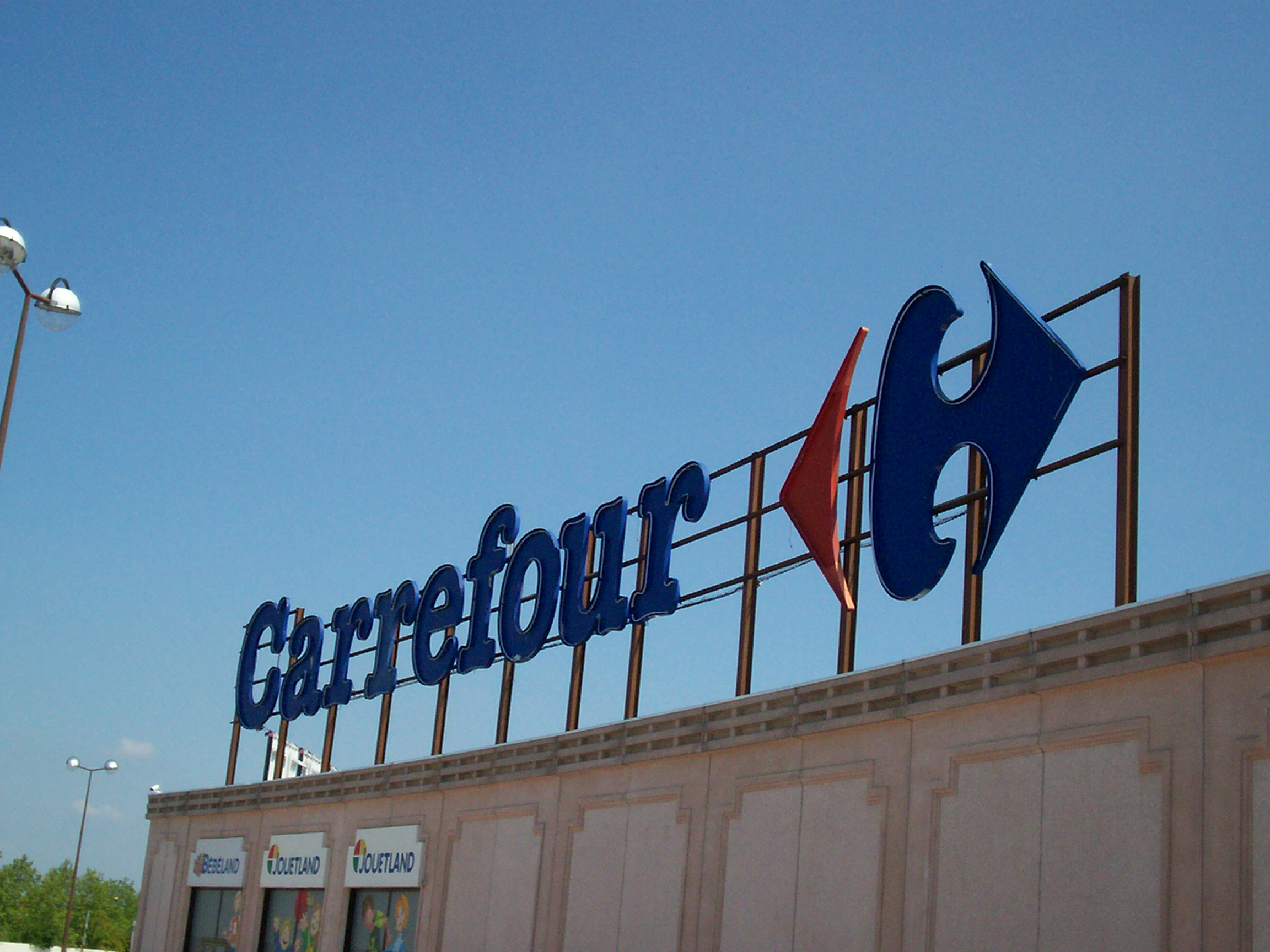
Logo Carrefour.

L'espace commercial, avec ses trois cents mètres de façade, a une superficie totale de 75 000 m2 dont 54 000 m2 de surface commerciale pour les boutiques, composé de deux secteurs complémentaires : au niveau 0, une galerie commerciale autour un hypermarché Carrefour de 15 000 m2 ; au niveau 1, un retail-park, ensemble commercial à ciel ouvert, comportant des verrières. Près d'une quarantaine d'enseignes occupent les galeries marchandes des secteurs des vêtements et accessoires, des soins de soi, de services minute, de la téléphonie, des loisirs, de l'optique, des banques, de la restauration. De plus, un espace est dédié à des spectacles guignol gratuits.

## Performances économiques
En octobre 1996, six mois après son ouverture, le centre commercial Chelles 2 affiche un chiffre d'affaires de 500 millions de francs, dont 160 millions pour la seule galerie commerciale. Des résultats modestes selon Jean-François Bouvier, directeur du centre depuis septembre,  qui les justifie par une mise en route difficile lors des trois premiers mois. Si chez Continent, la « locomotive » du centre, on se refusait à tout commentaire, les premiers résultats semblaient néanmoins en deçà des objectifs, à savoir un chiffre d'affaires de 1 milliard de francs dès la première année d'exploitation.
En juin 2002, Chelles 2 réalise un chiffre d'affaires d'environ 183 millions d'euros, soit 1,2 milliard de francs TTC.